# Ligne de Bourron-Marlotte - Grez à Malesherbes
La ligne de Bourron-Marlotte - Grez à Malesherbes est une ligne ferroviaire française partiellement exploitée qui relie la gare de Bourron-Marlotte - Grez dans le département de Seine-et-Marne à celle de Malesherbes dans le département du Loiret.
Elle constitue la ligne 747 000 du réseau ferré français.

## Histoire

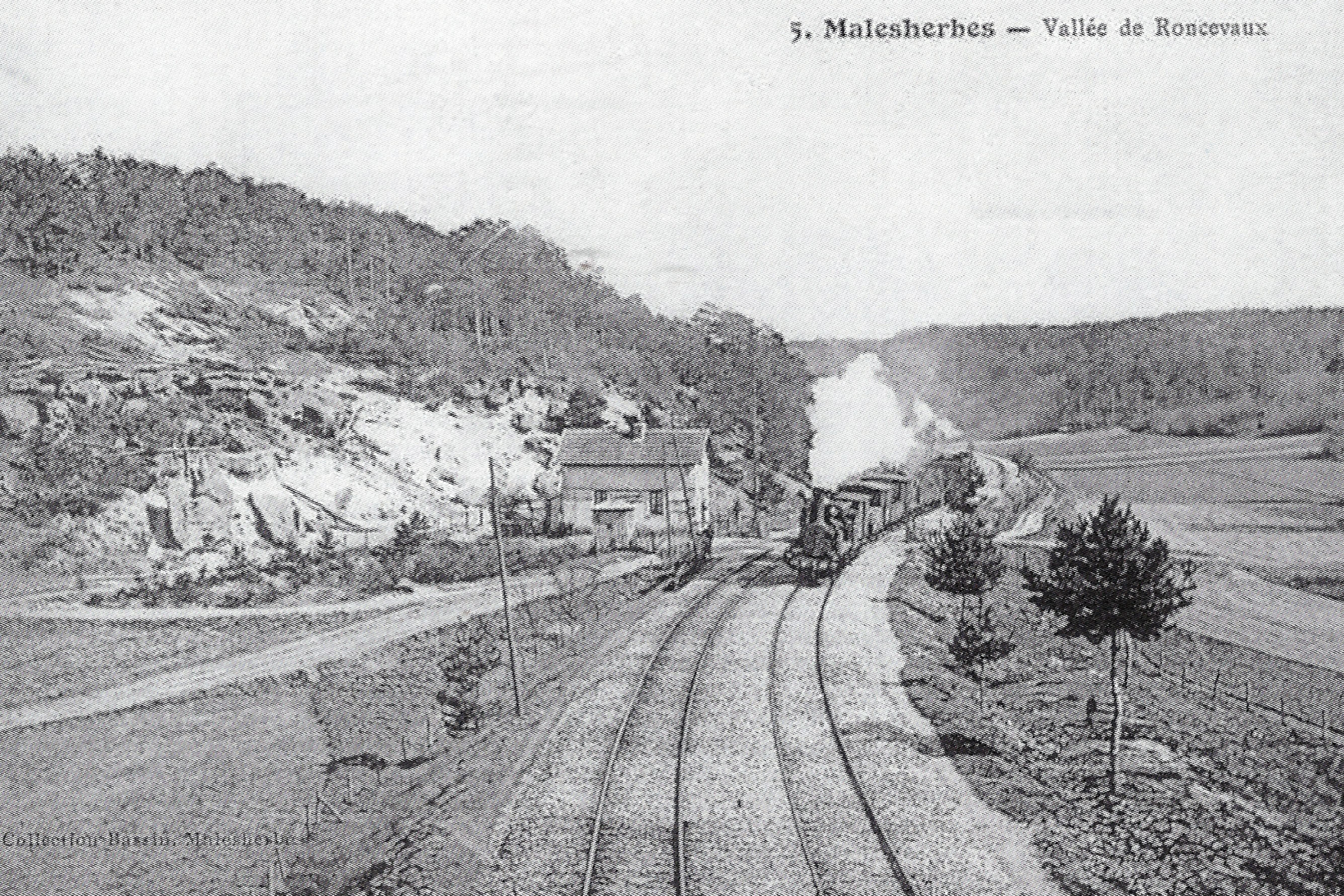
La ligne dans la vallée de Roncevaux au début du XXe siècle.

Cette ligne, initialement connue sous le nom de « ligne de Filay » (du nom d'un hameau de la commune du Coudray), est déclarée d'utilité publique le 3 juillet 1875 et concédée à la même date à la Compagnie des chemins de fer de Paris à Lyon et à la Méditerranée (PLM). Les travaux de construction débutent en 1879.
D'une longueur de 26 km, dont 22,4 km en Seine-et-Marne, la ligne est ouverte à l'exploitation d'abord en voie unique le 24 août 1881. Les trains de la ligne desservent alors les gares de Moret-Veneux-les-Sablons, Montigny-sur-Loing, Bourron-Marlotte - Grez (où la bifurcation de la ligne se situe à la sortie ouest de la gare), La Chapelle-la-Reine, Herbeauvilliers et Malesherbes.
La ligne est équipée d'une seconde voie le 1er octobre 1886, qui est mise hors service le 1er juillet 1947, et un nouveau tracé est réalisé à l'ouest de la ligne pour réduire la pente de la « tranchée de Roncevaux » (du nom d'un hameau de la commune du Buthiers).
Jusqu'à la veille de la Première Guerre mondiale, la ligne est desservie par quatre trains dans chaque sens, de Moret - Veneux-les-Sablons à Malesherbes, dont trois trains « omnibus-mixtes » et un train « léger ». Au lendemain de la guerre, le trafic est réduit à trois allers-retours : deux trains « légers » et un train « omnibus-mixte ».

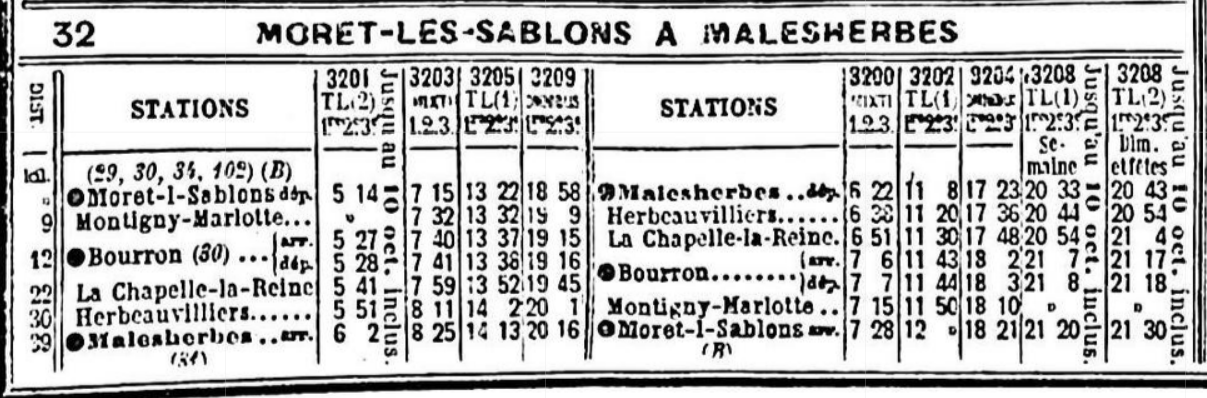
Desserte journalière de la ligne de Moret à Malesherbes au service été 1926

Le service voyageurs est supprimé le 1er août 1937 par le PLM. La section de Bourron-Marlotte - Grez à La Chapelle-la-Reine est neutralisée le 15 mars 1950, date de fin du trafic marchandise sur cette section.
Au cours de la Seconde Guerre mondiale, la ligne est utilisée pour le transport de troupes de l'Armée allemande. Elle est aussi utilisée au début de l'année 1945 par des convois de l'Armée française en direction de l'Allemagne.
La section de Bourron-Marlotte - Grez à Roncevaux a le statut de section non exploitée, la courte section de Malesherbes à Roncevaux est utilisée pour le transport du sable extrait de la carrière embranchée.

## Infrastructure

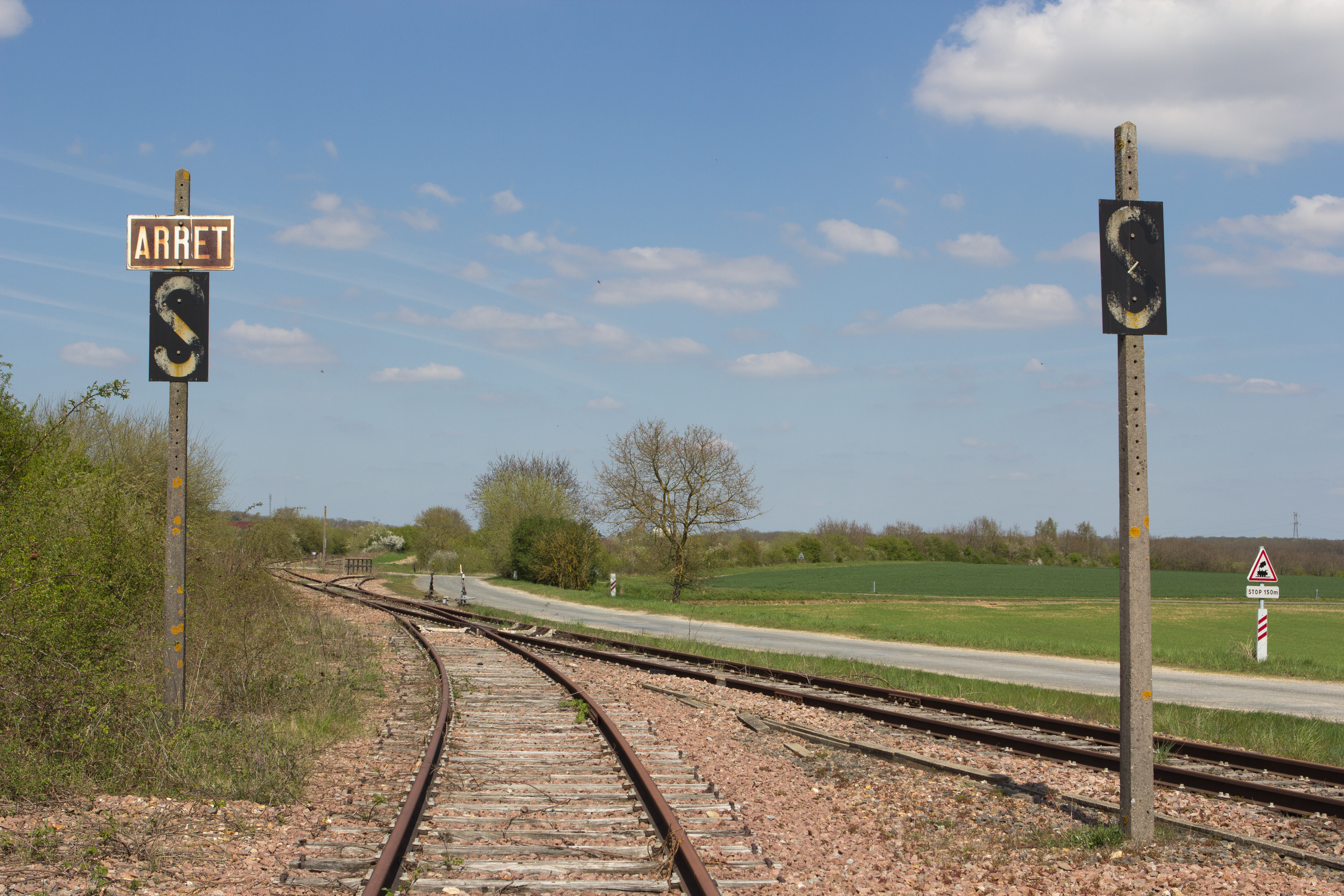
Raccordement de Filay. Au premier plan : à gauche, la voie vers Les-Aubrais-Orléans ; à droite, la voie vers Montargis. Au second plan : à gauche, la voie vers Malesherbes ; à droite, la voie neutralisée vers Bourron-Marlotte.

C'est une ligne au profil moyen, les déclivités ne dépassent pas 10 ‰. Le raccordement de Filay (n°747 306) situé aux abords de Malesherbes permettait aux trains en provenance de Bourron-Marlotte - Grez de rejoindre Montargis ou Les Aubrais et vice-versa sans avoir à rebrousser chemin en gare de Malesherbes. Ce raccordement est neutralisé.

## Exploitation

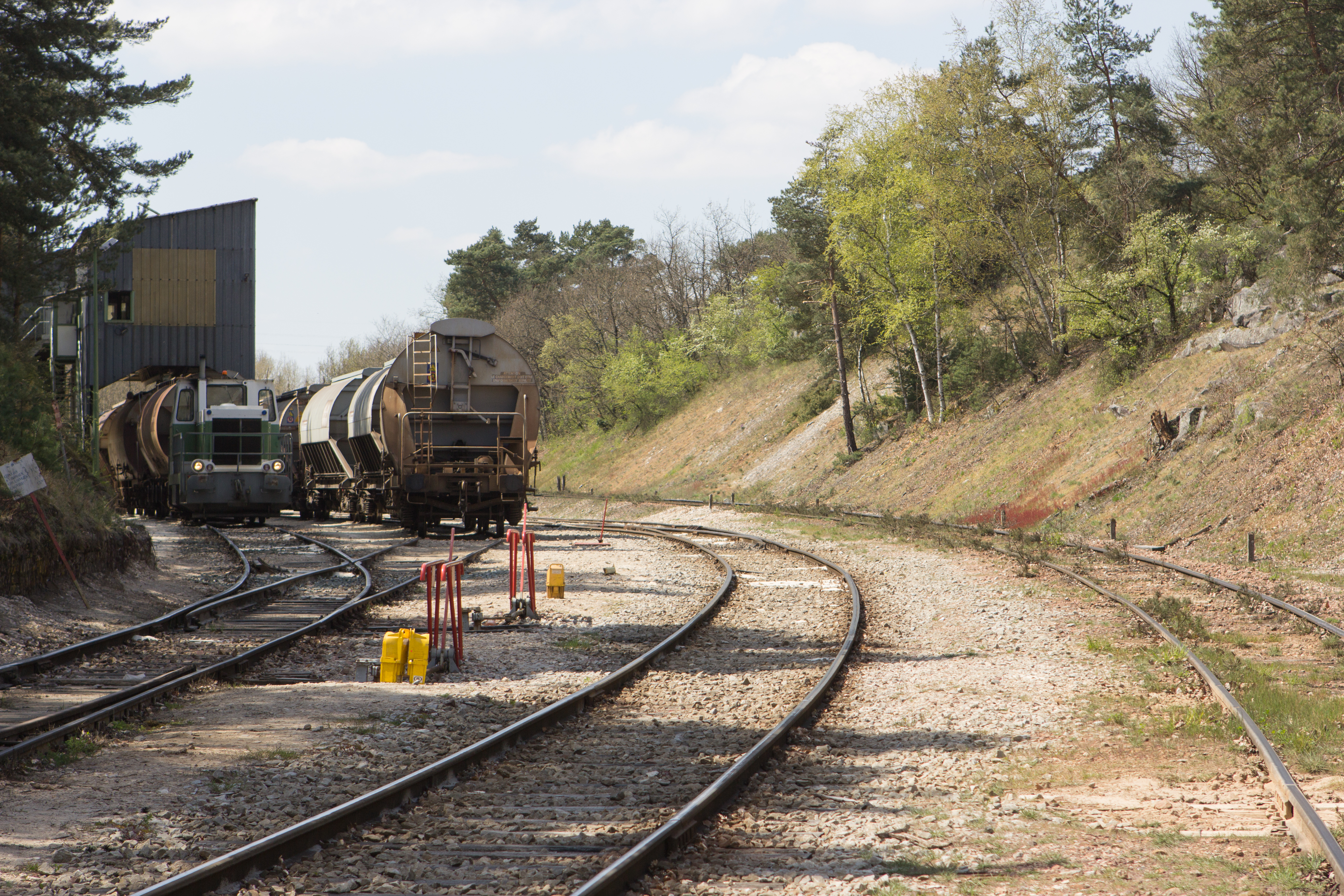
L'installation terminale embranchée (ITE) à Roncevaux (vue de la ligne en direction de Malesherbes).

La section de l'embranchement de Roncevaux à Malesherbes reste exploitée en trafic fret. Il existe un important trafic de transport de sable en provenance de cette carrière située à proximité de la ligne.

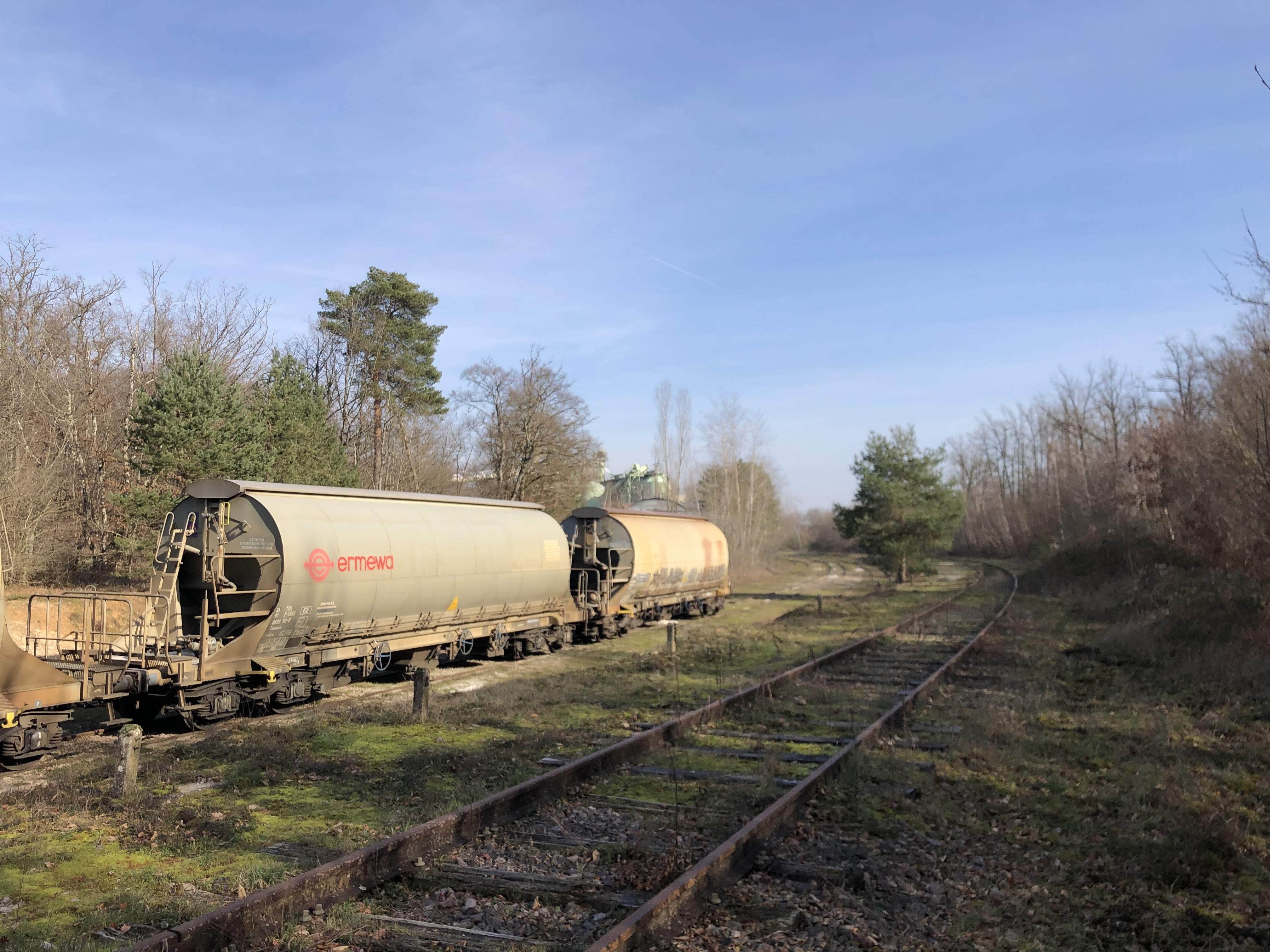
Des wagons de transport en vrac du groupe Ermewa, garés sur les voies de service de l'EP de l'usine de silice, à Bourron-Marlotte.

Une courte section d'une centaine de mètres après la gare Bourron-Marlotte - Grez, reste également en exploitation pour la desserte de l'EP de l'usine de silice Sibelco. La fin de section exploitée est matérialisée par un heurtoir, peu avant le PN1.

## Galerie de photographies

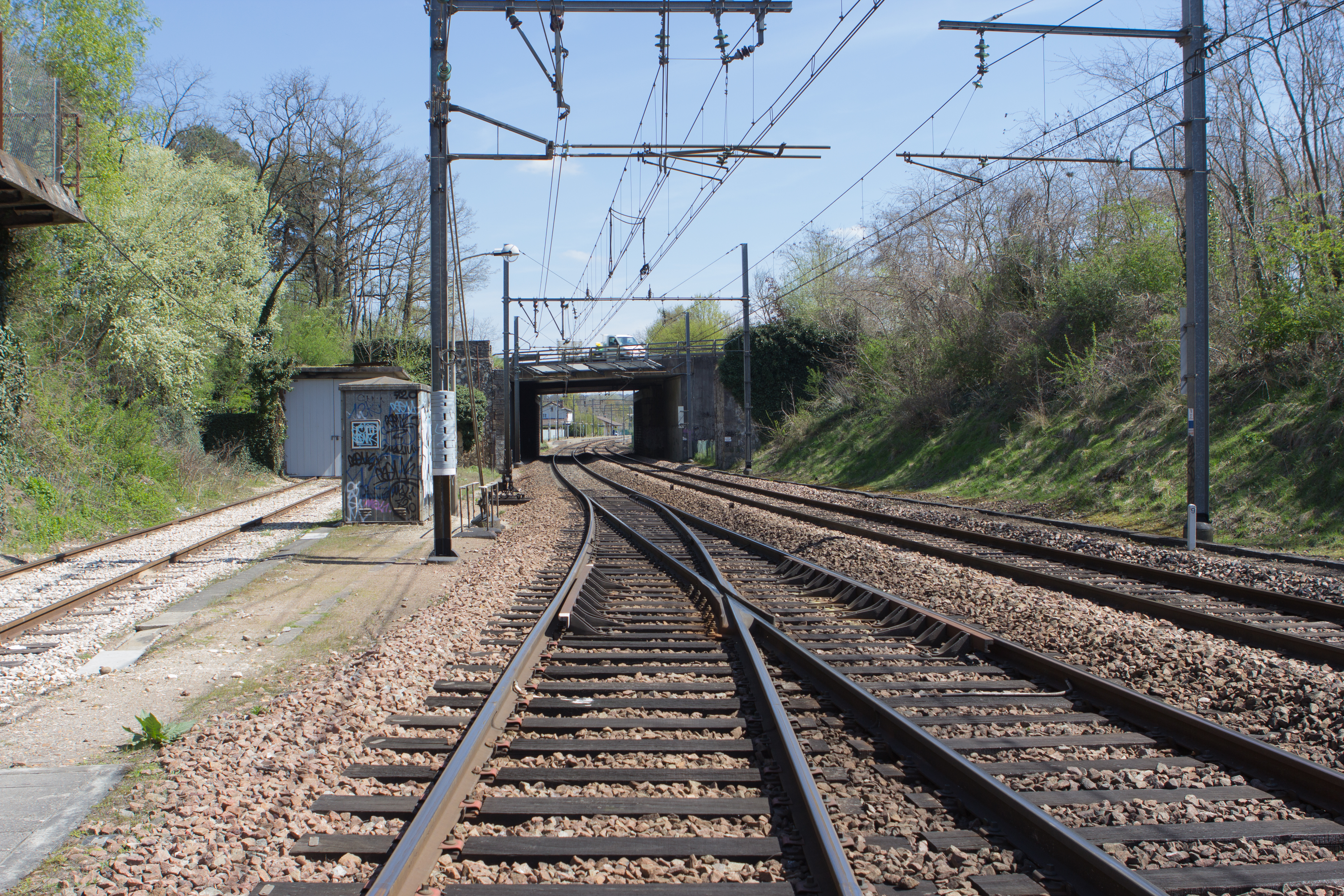
Débranchement de la ligne après la gare de Bourron-Marlotte-Gretz (vue en direction de Moret).
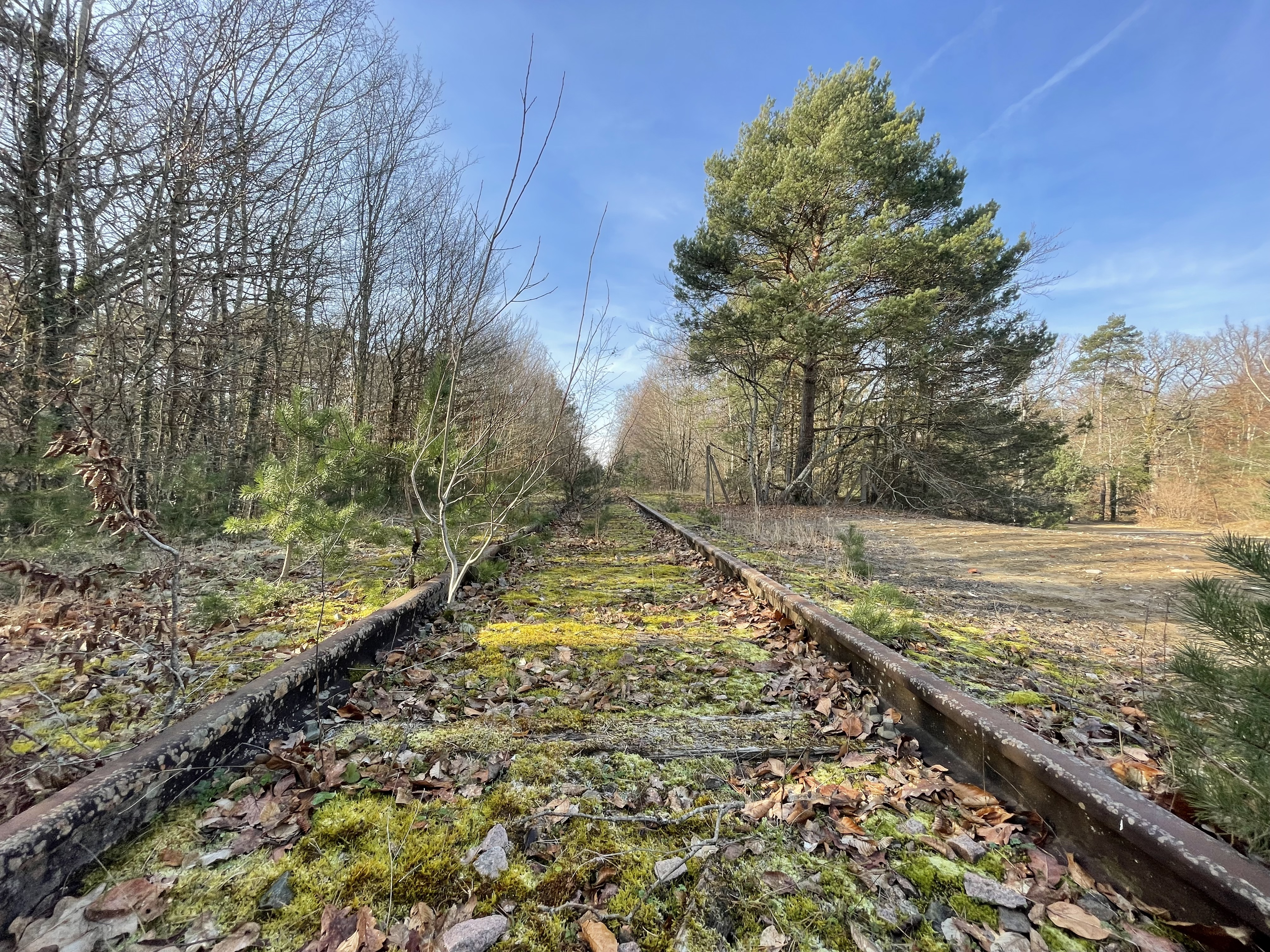
La voie, vue en direction de Malesherbes, peu après la gare de Bourron-Marlotte - Grez.
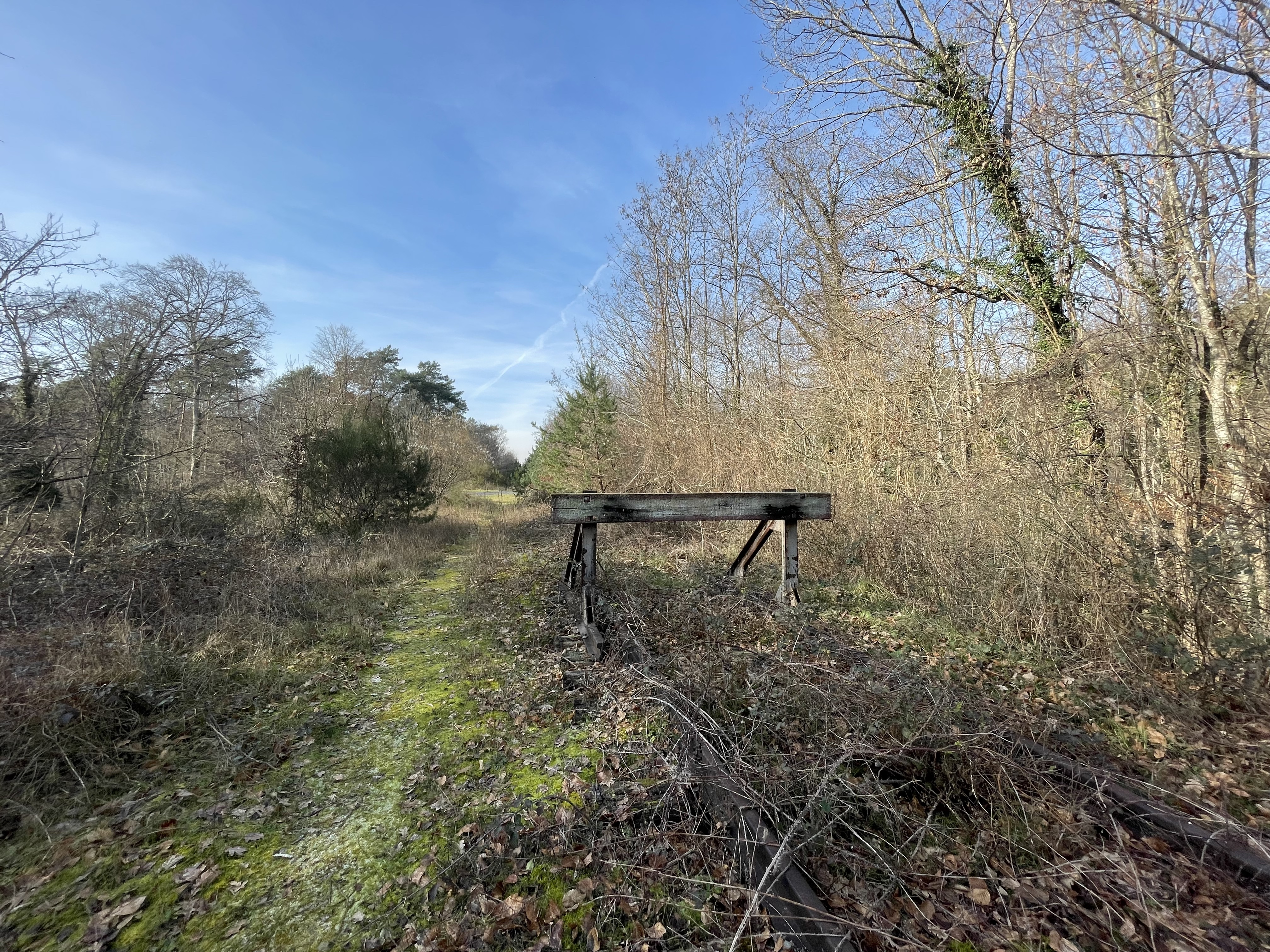
Heurtoir marquant la fin de la section exploitée, après l'EP Sibelco.
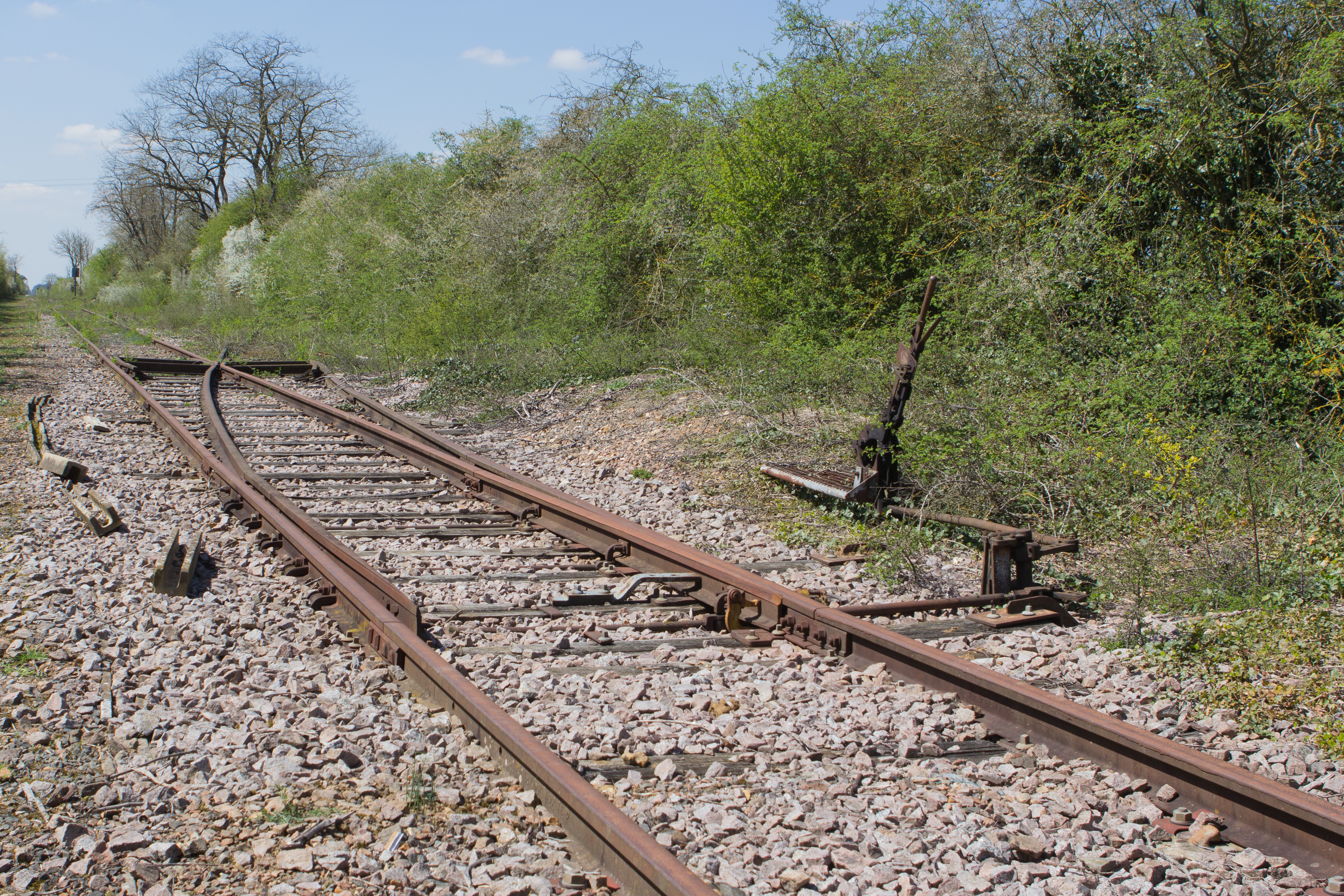
La voie à l'ouest de la gare de La Chapelle-la-Reine (vue en direction d'Herbeauvilliers).
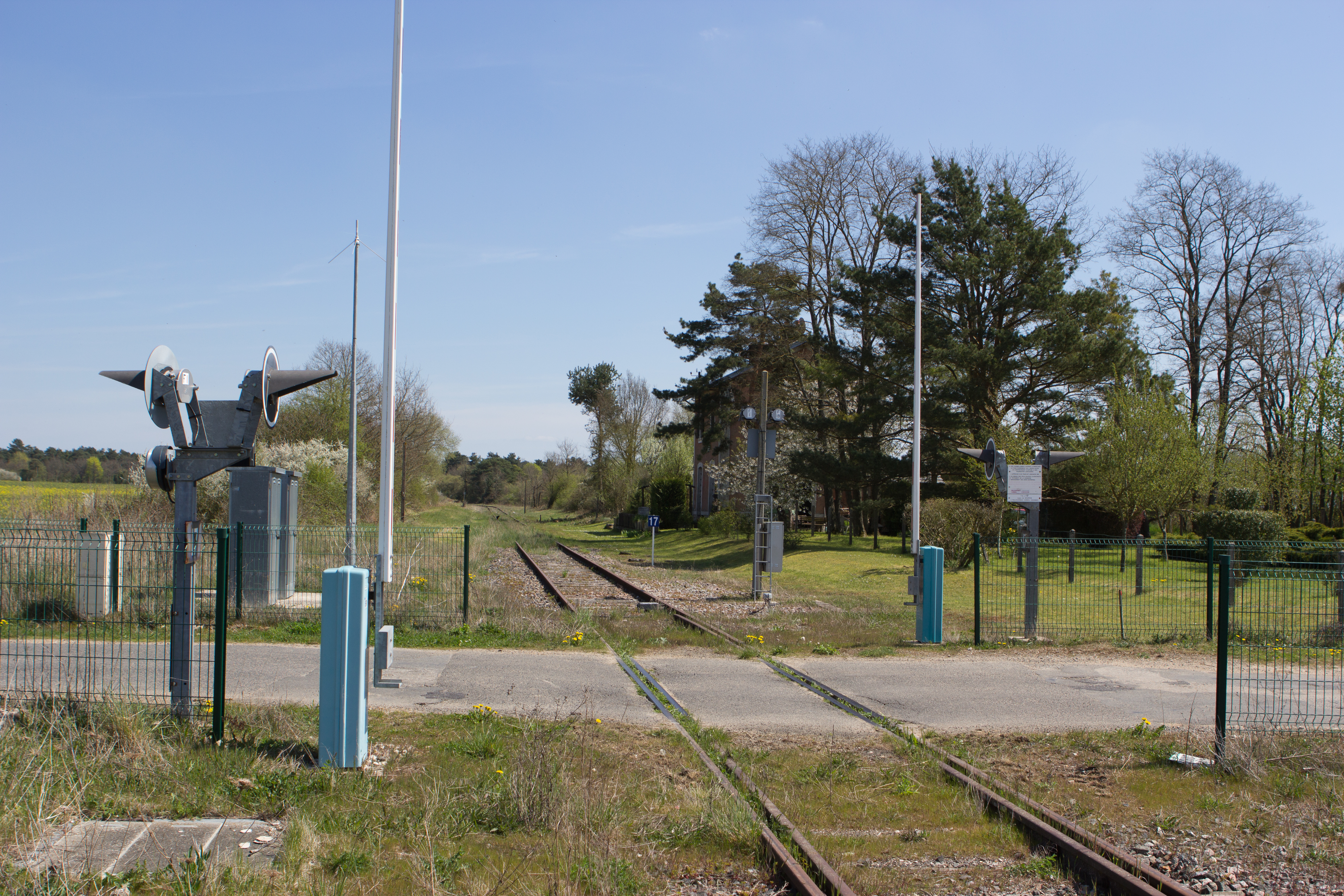
La voie en gare d'Herbeauvilliers (vue en direction de la Chapelle-la-Reine).
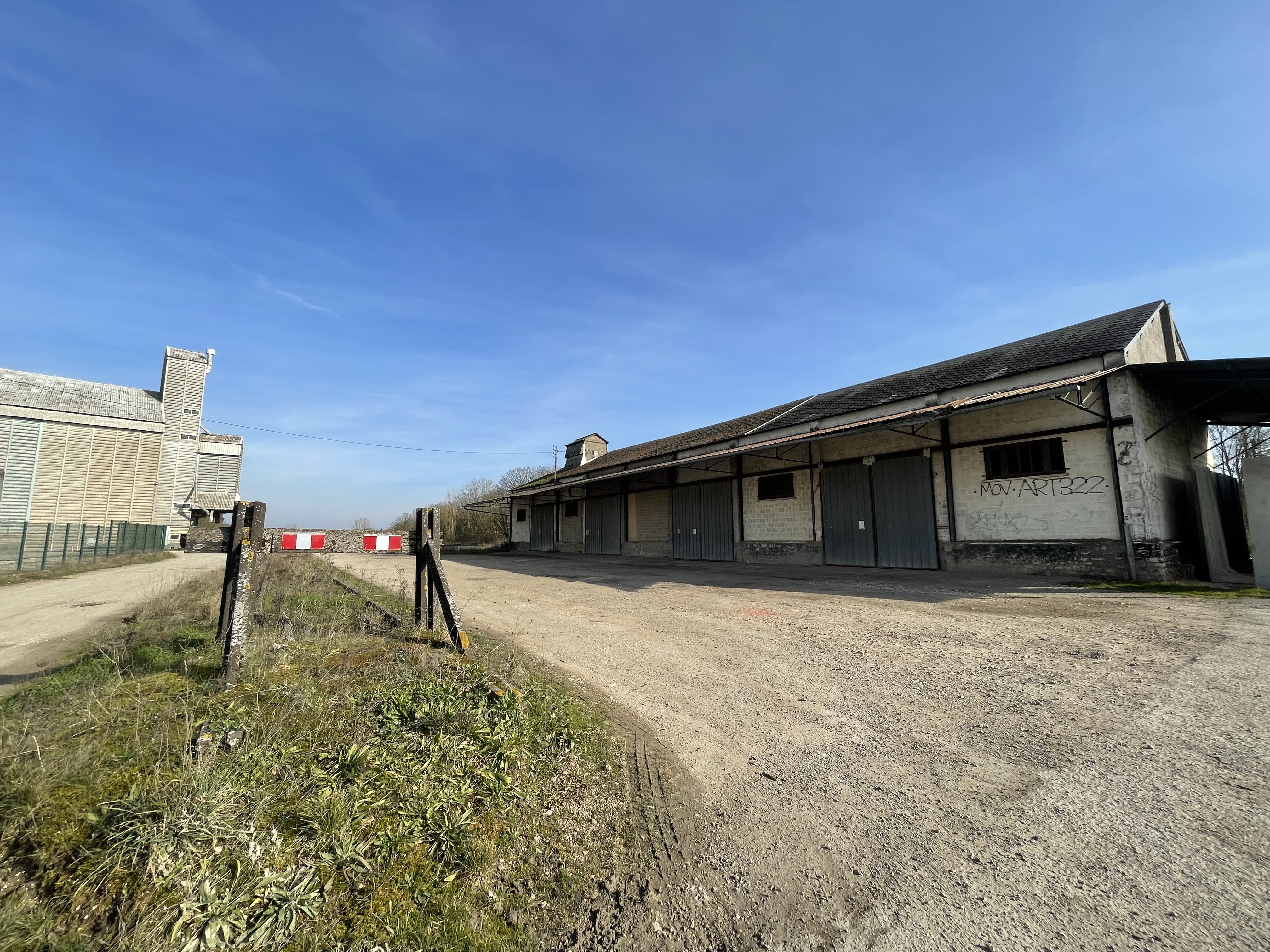
L'ancien ITE du silo et un bâtiment marchandise, en gare de La Chapelle-la-Reine.
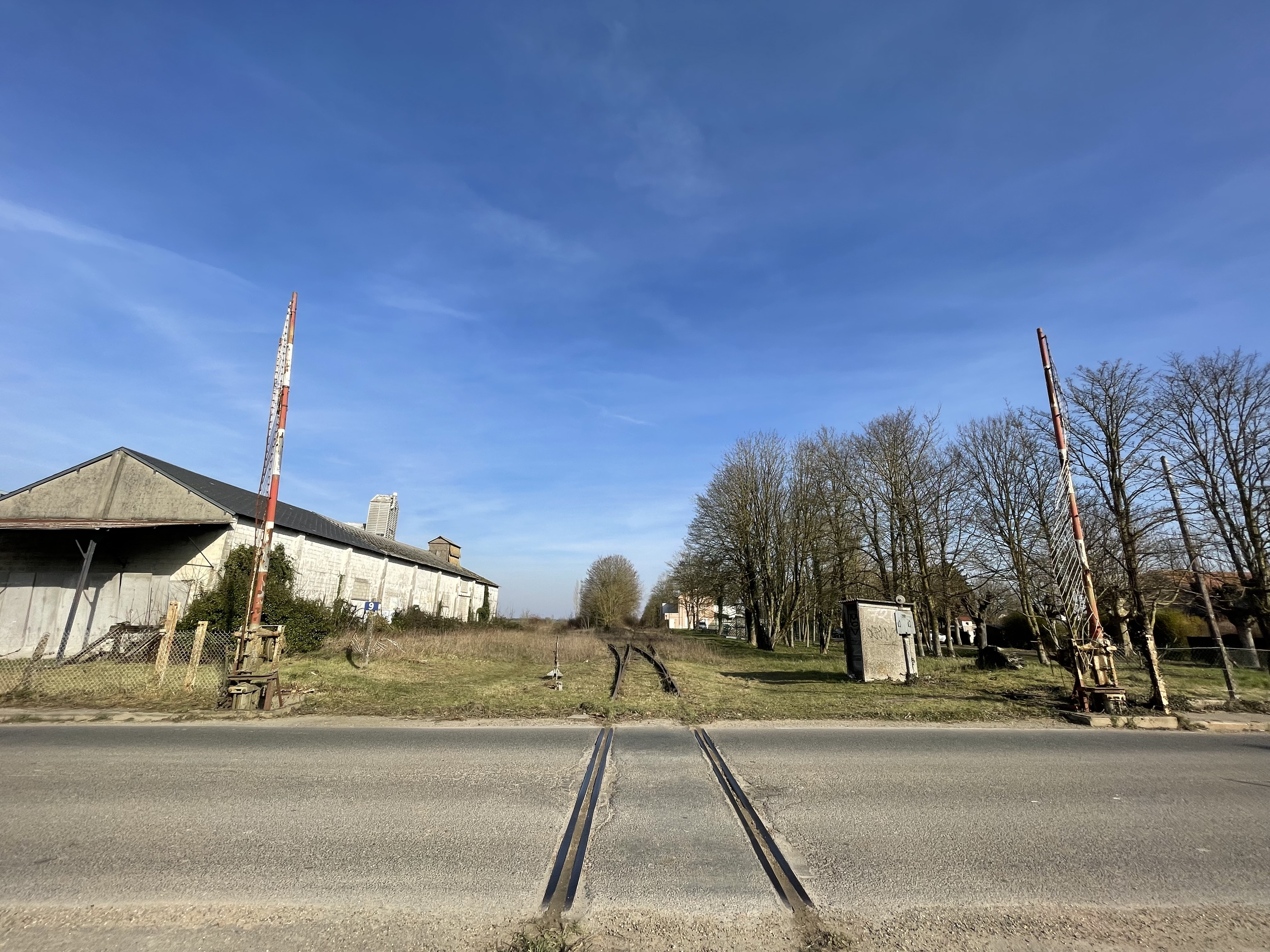
Le PN9 et le faisceau de la gare de La Chapelle-la-Reine.
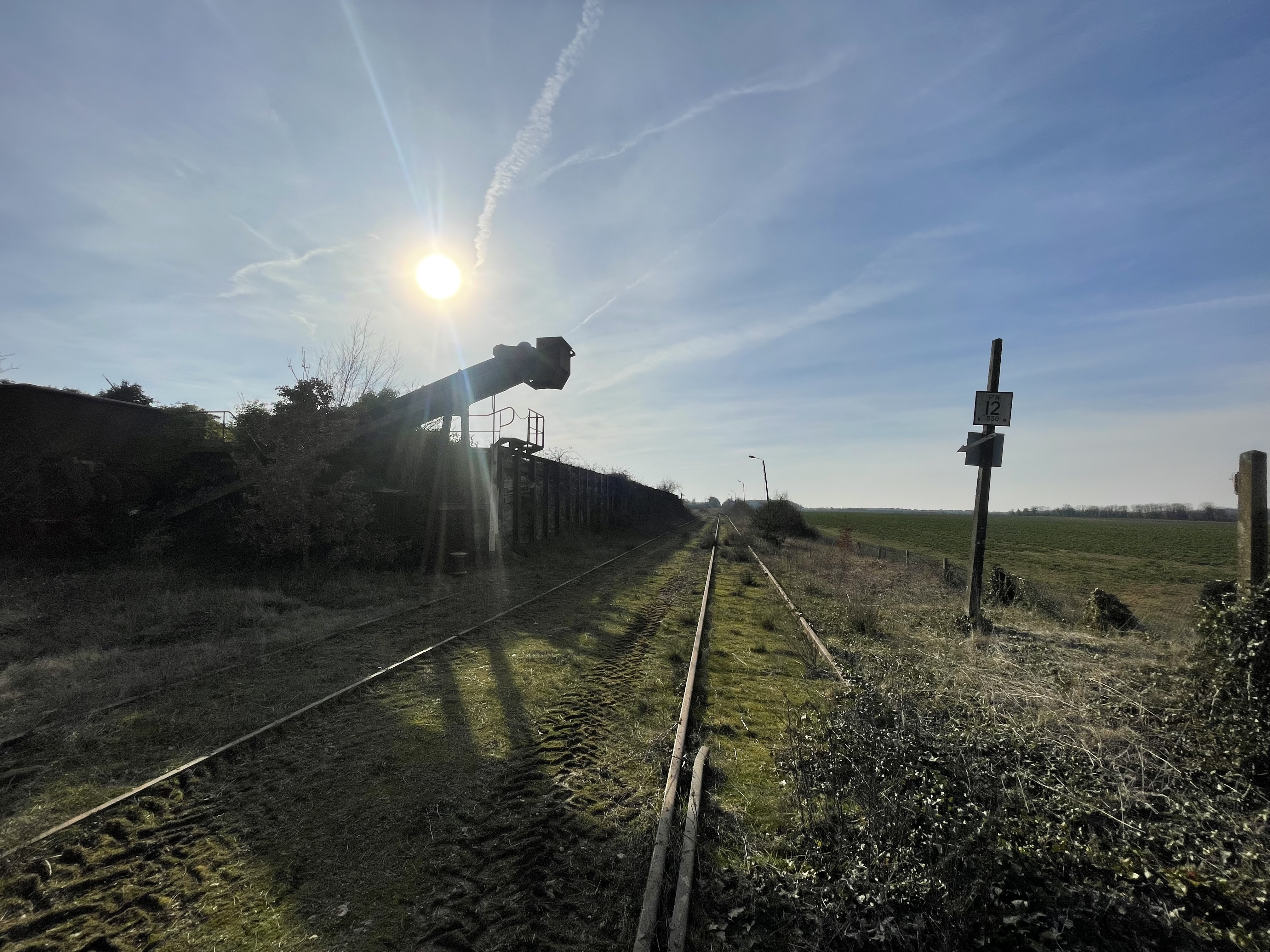
L'installation de chargement de sable, vue en direction de Malesherbes depuis le PN11.
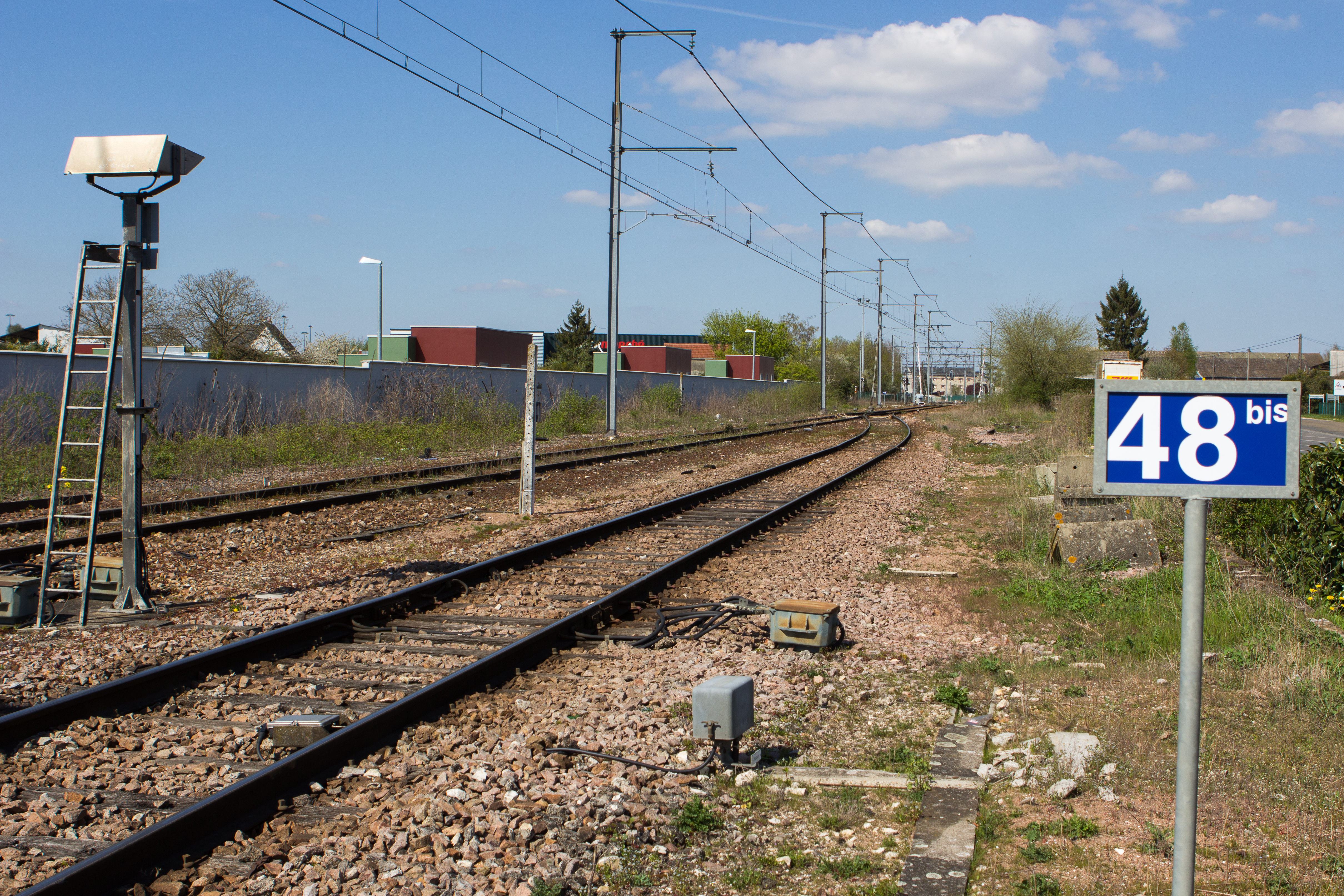
Raccordement de la ligne à celle de Villeneuve-Saint-Georges à Montargis au sud de Malesherbes.